# Lluïsa de Suècia
Lluïsa de Suècia, reina de Dinamarca (Estocolm 1851 - Copenhaguen 1926). Reina consort de Dinamarca gràcies al seu casament amb el rei Frederic VIII de Dinamarca. Descendents seus són el rei Harald V de Noruega, la reina Margarida II de Dinamarca o la reina Anna Maria de Grècia.
Nascuda a Estocolm el dia 31 d'octubre de 1851 essent l'única filla del rei Carles XV de Suècia i de la princesa Lluïsa dels Països Baixos. La princesa era neta del rei Òscar I de Suècia i de la princesa Josepa de Leuchtenberg per via paterna mentre que per via materna ho era del príncep Frederic dels Països Baixos i de la princesa Lluïsa de Prússia.
Casada el 28 de juliol de 1869 a Estocolm amb el príncep hereu i després rei Frederic VIII de Dinamarca. La parella s'establí a Copenhaguen i tingueren vuit fills:
- SM el rei Cristià X de Dinamarca nat el 1870 al Palau de Charlottenlund i mort el 1947 a Copenhaguen. Es casà amb la princesa Alexandrina de Mecklenburg-Schwerin.

- SM el rei Haakon VII de Noruega nat el 1872 al Palau de Charlottenlund i mort el 1957 a Oslo. Es casà amb la princesa Maud del Regne Unit.

- SAR la princesa Lluïsa de Dinamarca nascuda el 1875 a Copenhaguen i morta el 1906 a Blückeburg. Es casà amb el príncep Frederic de Schaumburg-Lippe.

- SAR el príncep Harald de Dinamarca nat el 1876 al Palau de Charlottenlund i mort el 1949 a Copenhaguen. Es casà amb la princesa Helena de Schleswig-Holstein-Sondenburg-Glücksburg.

- SAR la princesa Ingeborg de Dinamarca nascuda el 1878 a Copenhaguen i morta el 1958 a Estocolm. Es casà amb el príncep Carles de Suècia.

- SAR la princesa Thyra de Dinamarca nascuda el 1880 i morta el 1945.

- SAR el príncep Gustau de Dinamarca nascut el 1887 i mort el 1944.

- SAR la princesa Dagmar de Dinamarca nascuda el 1890 i morta el 1961 a Copenhaguen. Es casà amb Jurgen Castenskiold.

Esdevingué reina consort de Dinamarca l'any 1906 després de la mort del seu sogre el rei Cristià IX de Dinamarca i l'ascens del seu espòs. Després de la mort del seu marit l'any 1912 adquirí el títol de reina mare de Dinamarca.
Malgrat ésser l'única filla del rei Carles XV de Suècia la princesa no heretà el tron de Suècia, ja que al país encara era en vigor la llei sàlica. El tron recaigué en mans del seu oncle el rei Òscar I de Suècia. Malgrat tot, quan l'any 1905 Noruega aconseguí la independència de Suècia a través de la dissolució de la unió reial que els unia, l'Assambela noruega escollí un fill de la princesa sueca i reina danesa com a rei de Noruega, establint-se així, una branca cadet de la casa reial danesa al tron de Noruega.
La reina morí el 1921 al Palau d'Amalienborg de Copenhaguen essent enterrada a la Catedral de Roskilde junt amb altres membres de la Família reia danesa i el seu espòs.
La Terra de la Reina Lluïsa (Dronning Louise Land), un gran grup de nunataks a Groenlandia va ser batejada amb el seu nom.